# Hugo Enrique Kiesse
Hugo Enrique Kiesse, gemäß anderer Schreibweise auch Hugo Enrique Kiese (* 18. Oktober 1954 in  Tebicuary,  Guairá), ist ein ehemaliger paraguayischer Fußballspieler, der im Offensivbereich agierte. Nachdem er den Großteil seiner aktiven Laufbahn in Mexiko verbracht und dort auch seine Frau, die frühere spanische Schauspielerin und Sängerin Isabel Rincón Bautista, besser bekannt unter dem Künstlernamen Estrellita (dt. Sternchen), kennengelernt hatte, blieb er nach seinem Karriereende in Mexiko und ließ sich 1994 einbürgern.

## Laufbahn

### Spieler
Kiesse begann seine Profikarriere beim Club Olimpia, mit dem er 1975 die Fußballmeisterschaft von Paraguay gewann. Unmittelbar im Anschluss an diesen Erfolg wechselte er zum Club América in die mexikanische Liga und gewann in den nächsten zwei Jahren mit den Aguilas mehrere Titel: zunächst den Meistertitel der Saison 1975/76 und anschließend den Supercup, im folgenden Jahr den CONCACAF Champions‘ Cup und 1978 die Copa Interamericana.
Bald nach seiner Hochzeit mit der Künstlerin Estrellita am 29. Dezember 1977 ließ das Paar sich in Mexikos zweitgrößter Stadt  Guadalajara nieder, wo Kiesse zwischen 1978 und 1986 für die Tecos UAG auf Torejagd ging und mit 109 Treffern, die er in der Primera División erzielte, zum erfolgreichsten Torjäger der Vereinsgeschichte avancierte. Anschließend ließ er seine aktive Laufbahn in der Saison 1986/87 beim Lokalrivalen Atlas Guadalajara ausklingen.

### Funktionär
Später bekleidete Kiesse mehrere Ämter als Fußballfunktionär: von 1996 bis 1998 war er Vereinspräsident des Club Atlante und 2009 wurde er zum Sportdirektor des Club León ernannt. Außerdem war er Präsident der Kommission der mexikanischen Nationalmannschaften,  Mitglied der FIFA-Medienkommission und technischer Direktor beim Club América.

## Erfolge
- Paraguayischer Meister: 1975
- Mexikanischer Meister: 1976
- Mexikanischer Supercup: 1976
- CONCACAF Champions‘ Cup: 1977
- Copa Interamericana: 1978